# تمینان
تمینان، روستایی از توابع بخش مرکزی شهرستان نائین در استان اصفهان ایران است. این روستا در مسیر جاده نایین ورزنه واقع شده‌است و فاصله آن تا شهرستان  ورزنه 30 کیلومتر است.

## جمعیت
این روستا در دهستان لای سیاه قرار دارد و براساس سرشماری مرکز آمار ایران در سال ۱۳۸۵، جمعیت آن ۱۰۰ نفر (۲۸خانوار) بوده‌است.